# Giudaismo

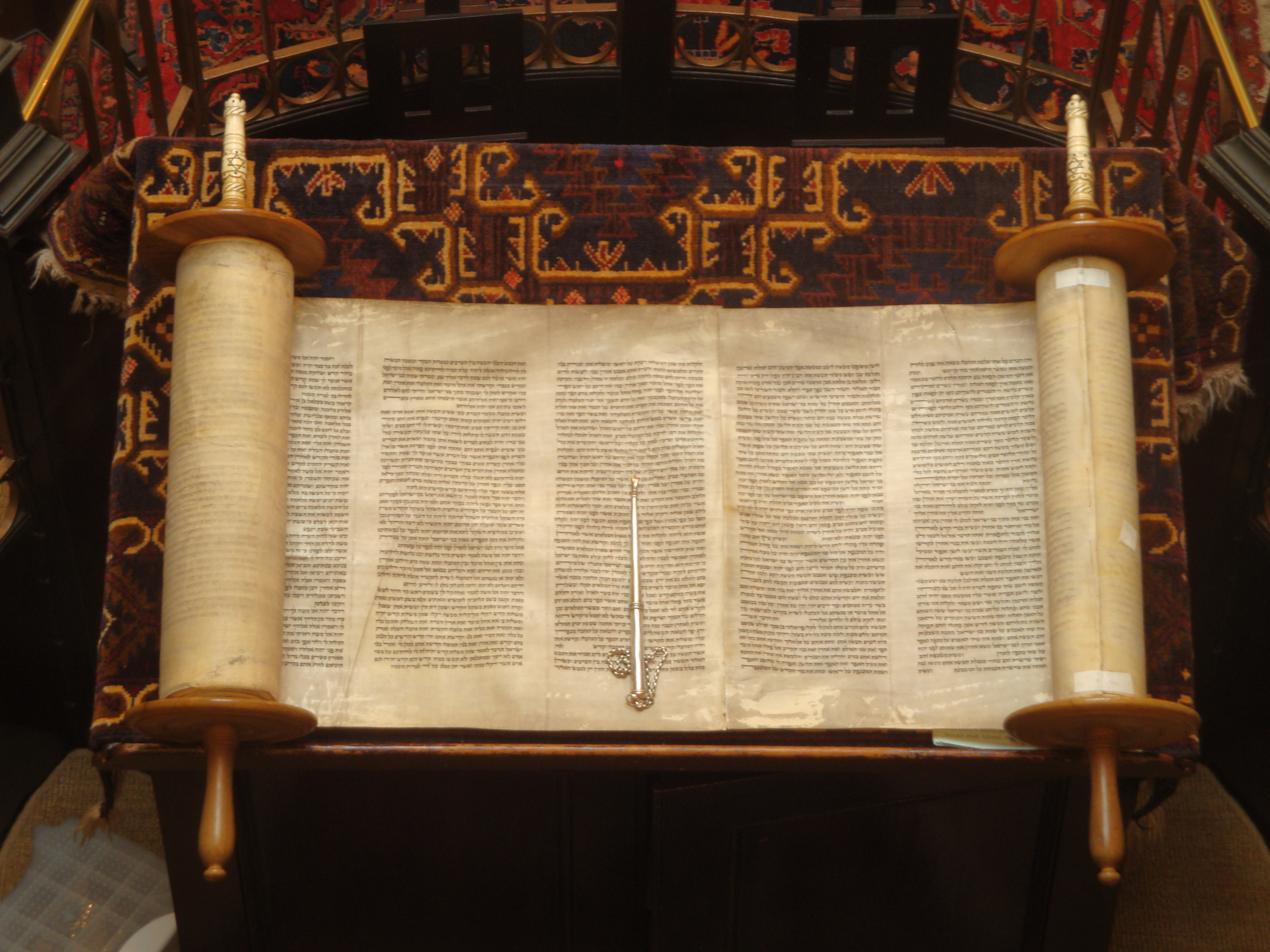
Rotoli della Torah con yad

Il giudaismo indica le caratteristiche distintive dell'ethnos ebraica. Il termine deriva dal latino Iudaismus, coniato sul greco Ἰουδαϊσμός e ad esso corrisponde in ebraico יהדות, Yahadut.  Tutti questi vocaboli traggono origine dal nome ebraico di persona e di tribù יהודה, Yehudah, colui il quale rende lode a Dio ossia "Giuda".
Il termine può essere utilizzato anche per indicare tutta la storia del popolo ebraico, della sua religione e cultura, ma più spesso è associato a un aggettivo che caratterizza una particolare fase storica: es. "giudaismo rabbinico". In altre lingue la parola giudaismo indica soprattutto la professione religiosa dei giudei e la storia della loro fede, mentre in italiano sono prevalsi per questo significato i termini ebraismo ed ebrei.

## Origine del termine
Il termine fa riferimento alla tribù di Giuda, a cui appartenne la dinastia regale davidica e nel cui territorio si trovava il tempio di Gerusalemme, unico centro legittimo di culto secondo la Torah. Dato che le dieci tribù del Regno del Nord subirono un processo di mescolanza con le popolazioni cananee e di sincretismo con la loro religione, Giuda divenne simbolo di purezza etnico-religiosa per l'ebraismo. Dopo la dispersione delle dodici tribù di Israele il resto del popolo ebraico si raccolse attorno alla tribù di Giuda, rimasta etnicamente compatta e fedele alla Torah, anche perché il suo esilio era stato più breve. In questo periodo il termine "popolo di Giuda" cominciò ad essere usato per indicare tutto il popolo ebraico.

## Cronologia del giudaismo
Secondo un'autorevole periodizzazione la storia del giudaismo si suddivide a grandi linee in:
- Giudaismo biblico (XX a.C.-IV secolo a.C.)
- Giudaismo ellenistico (IV secolo a.C.-II secolo d.C.)
- Giudaismo rabbinico (II-XVIII secolo)
- Giudaismo moderno (1750-oggi)

Anche altre periodizzazioni sono in uso. Per esempio dal punto di vista culturale/religioso ha senso utilizzare come eventi epocali le costruzioni/distruzioni del Tempio di Gerusalemme. Particolarmente importante in questo quadro è il Periodo del Secondo Tempio (538-515 a.C.-70 d.C.), caratterizzato dalla continuità del culto nel tempio di Gerusalemme, pur nell'assenza di una dinastia davidica regnante. La figura dominante diventa allora quella del sommo sacerdote, il capo ("nasi", cioè "principe") di una nuova istituzione: il Sinedrio. 
Simultaneamente per proseguire il culto anche in esilio o nella diaspora e preservare l'identità ebraica nasce la sinagoga, dove scribi e dottori della legge acquistano sempre maggiore importanza.
Durante il giudaismo del secondo tempio venne completata la redazione di tutti i libri che oggi costituiscono la Tanakh per gli ebrei e l'Antico Testamento per i cristiani. Il giudaismo di questo periodo rispecchia lo sviluppo religioso e culturale degli ebrei deportati a Babilonia da Nabucodonosor e autorizzati a rimpatriare da Ciro o da suoi successori. Ad esso si contrappone la religione e la cultura dei samaritani, i discendenti degli ebrei che non furono deportati e di popolazioni semitiche deportate in Palestina e assimilate dagli ebrei. Essi utilizzano come sacre scritture solo i cinque libri del Pentateuco, con alcune varianti fra cui principalmente la sostituzione del monte Garizim al monte Sion come luogo di culto centrale e prescrittivo.
La distruzione del secondo Tempio e la scomparsa di ogni forma di stato ebraico diedero luogo al giudaismo rabbinico, cui si deve la redazione della "torah orale" (= Mishnah + Talmud). Lo studio delle Sacre scritture e il culto sinagogale diventano il centro di questo giudaismo, caratterizzato dall'assenza di ogni istituzione politica e da una religione priva del culto templare. Nel giudaismo rabbinico trova origine la Cabala.